# Neues Landhaus (Innsbruck)

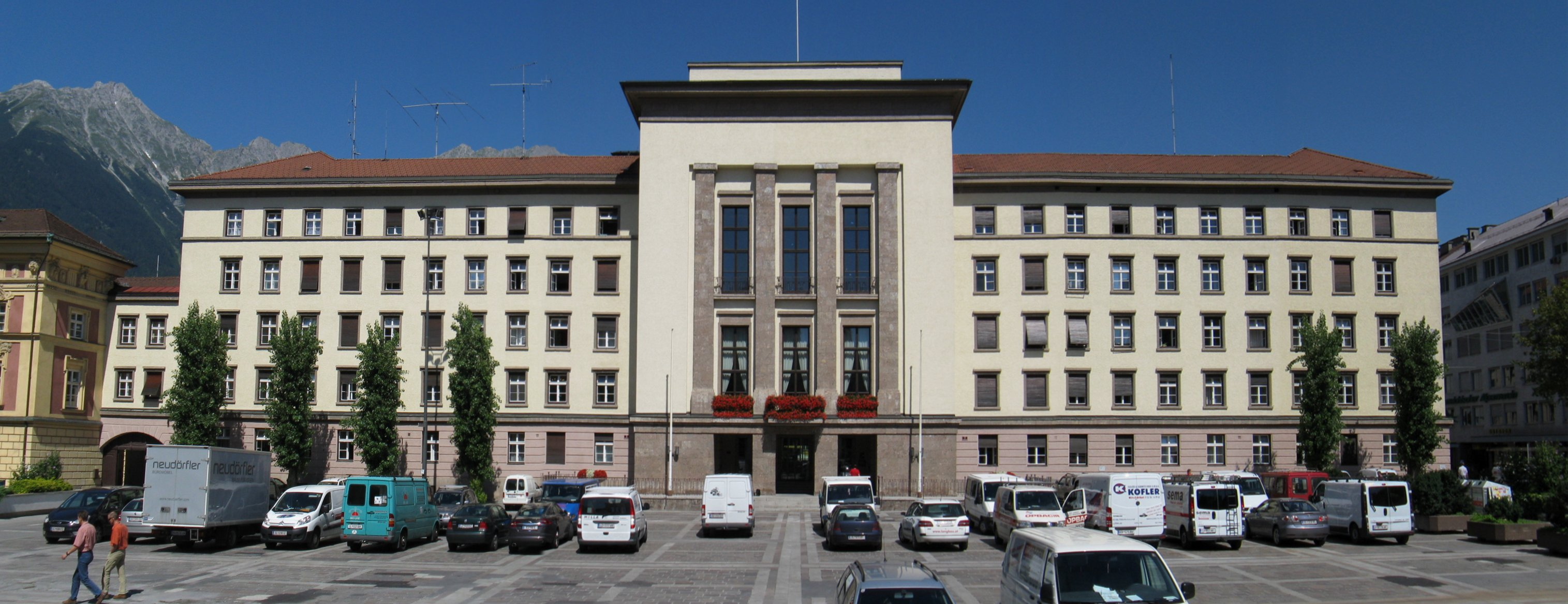
Neues Landhaus von 1939 vor der Neugestaltung des Platzes

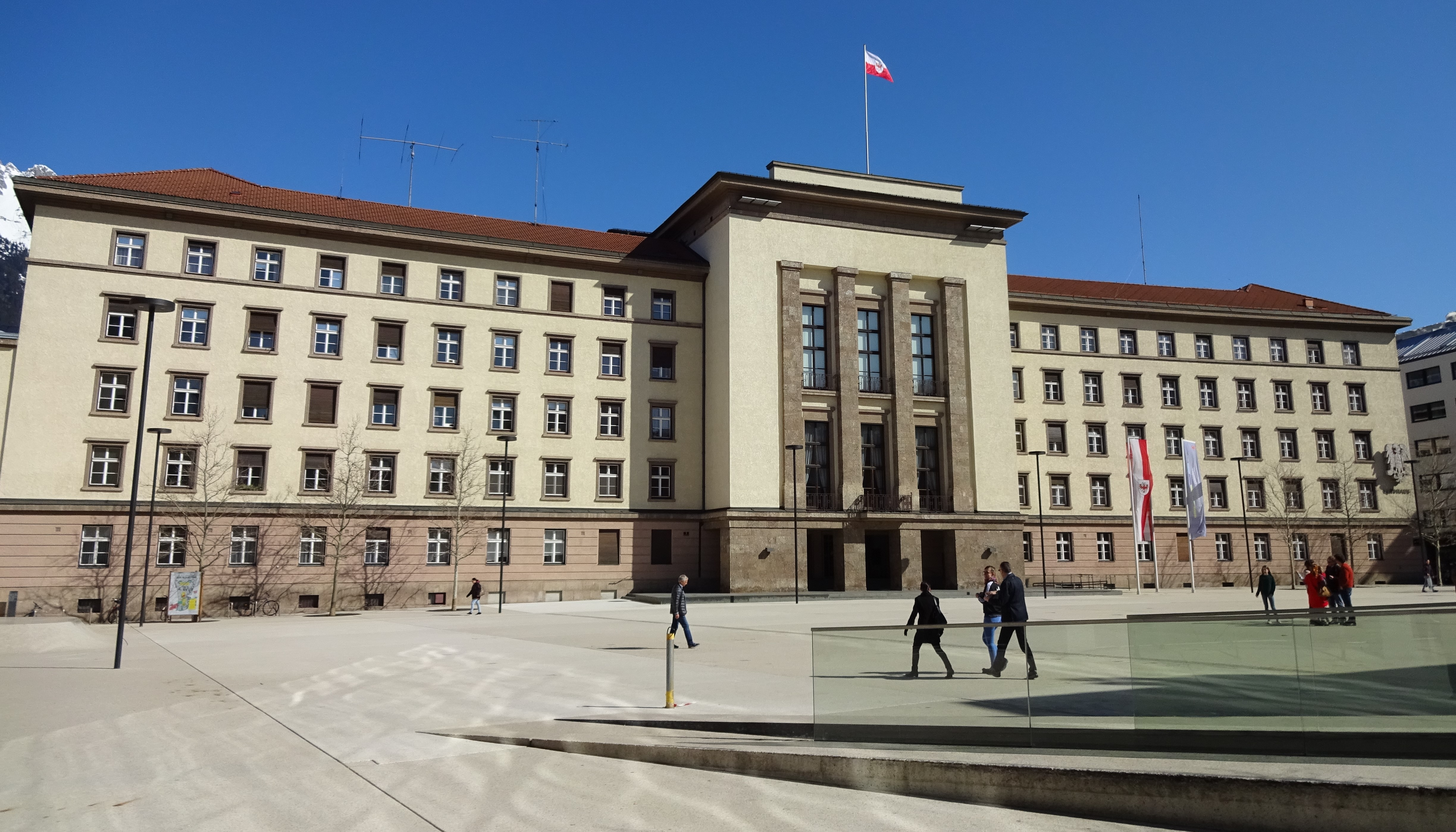
Neues Landhaus nach der Neugestaltung des Platzes

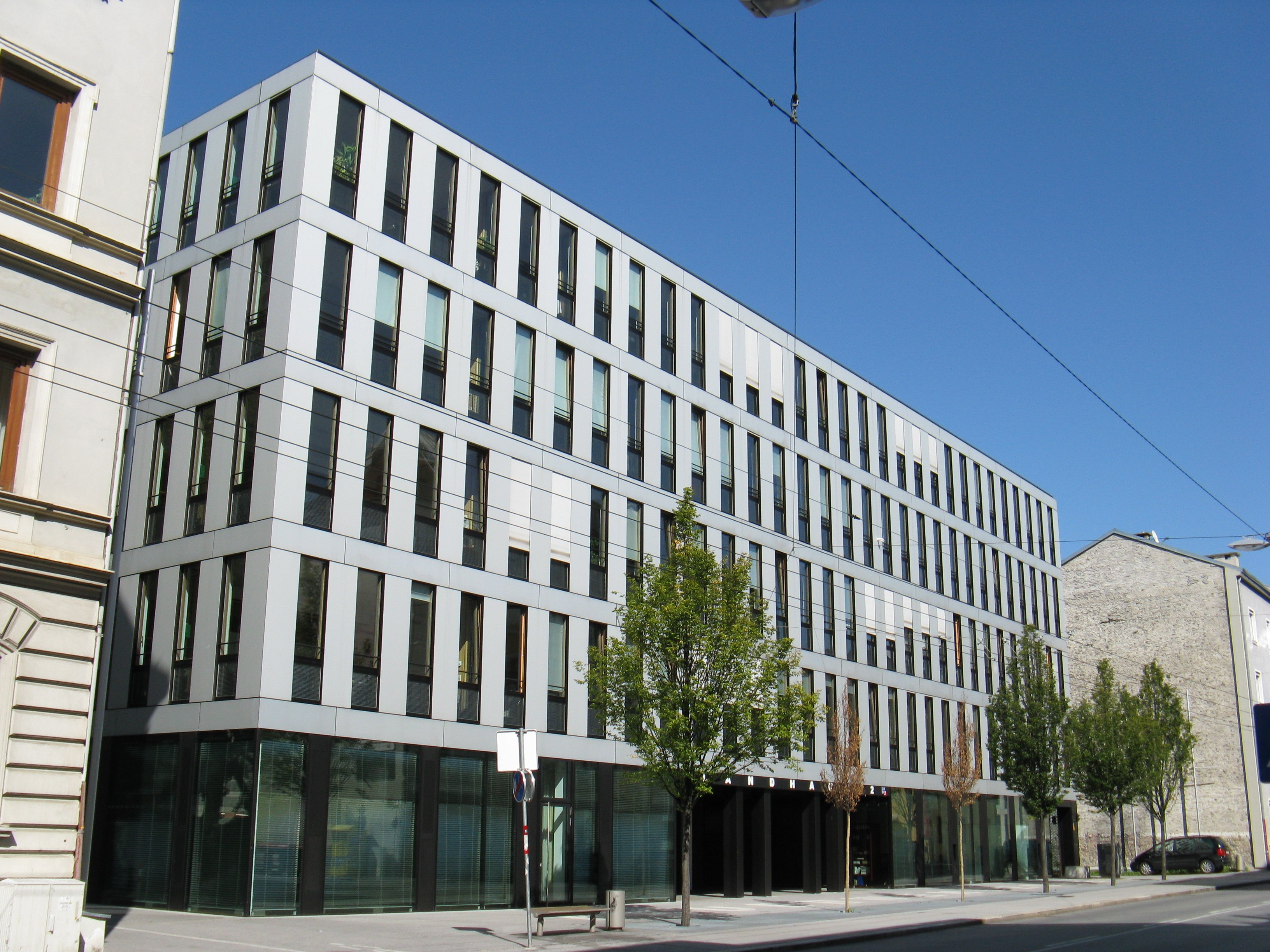
Landhaus 2 von 2005

Das Neue Landhaus in Innsbruck ist der Sitz verschiedener Verwaltungseinrichtungen des Landes Tirol.
Das Gebäude wurde 1938/39 in der Zeit des Nationalsozialismus nach einem Entwurf der beiden Brüder und Architekten Walter und Ewald Guth als Verwaltungssitz („Gauhaus“) für den neu eingerichteten Reichsgau Tirol-Vorarlberg errichtet. Das neoklassizistische Gebäude nahm in seiner markanten Fassade Elemente der Neuen Reichskanzlei von Albert Speer auf. Über dem Seiteneingang sind noch das Tiroler und das Vorarlberger Wappen zu sehen, die für den Gau standen. Das Alte Landhaus aus dem 18. Jahrhundert war für den nationalsozialistischen Verwaltungsapparat zu klein, so dass das Neue Landhaus als Erweiterungsbau entstand. Es sollte – wie in den übrigen Gauhauptstädten – Bestandteil eines Gauforums werden, doch die ab 1940 dafür entwickelten Pläne wurden nicht mehr realisiert. Nach Entfernung der nationalsozialistischen Hoheitszeichen 1945/46 wurde 1960 an der östlichen Kante der Südfassade ein von Lois Egg gestalteter steinerner Tiroler Adler nach dem Vorbild der ältesten bekannten Darstellung in der Zenoburg aus der Zeit um 1300 angebracht.
Heute beherbergt das Neue Landhaus zusammen mit einem 2005 eröffneten Neubau („Landhaus 2“) verschiedene Landeseinrichtungen.
Gegenüber dem neuen Landhaus befindet sich das 1946 bis 1948 erbaute Befreiungsdenkmal, in dessen Nähe das 1997 errichtete Pogromdenkmal zum Gedenken an die Opfer der Novemberpogrome 1938.
Nach einem baukünstlerischen Wettbewerb im Jahr 2008 wurde der Platz vor dem Landhaus von den Autos befreit und neu gestaltet. Nach Plänen der Architektengemeinschaft ARGE LAAC/Stiefel Kramer/Grüner wurde eine urbane Bodenplastik angelegt, die sich über den ganzen Platz erstreckt.

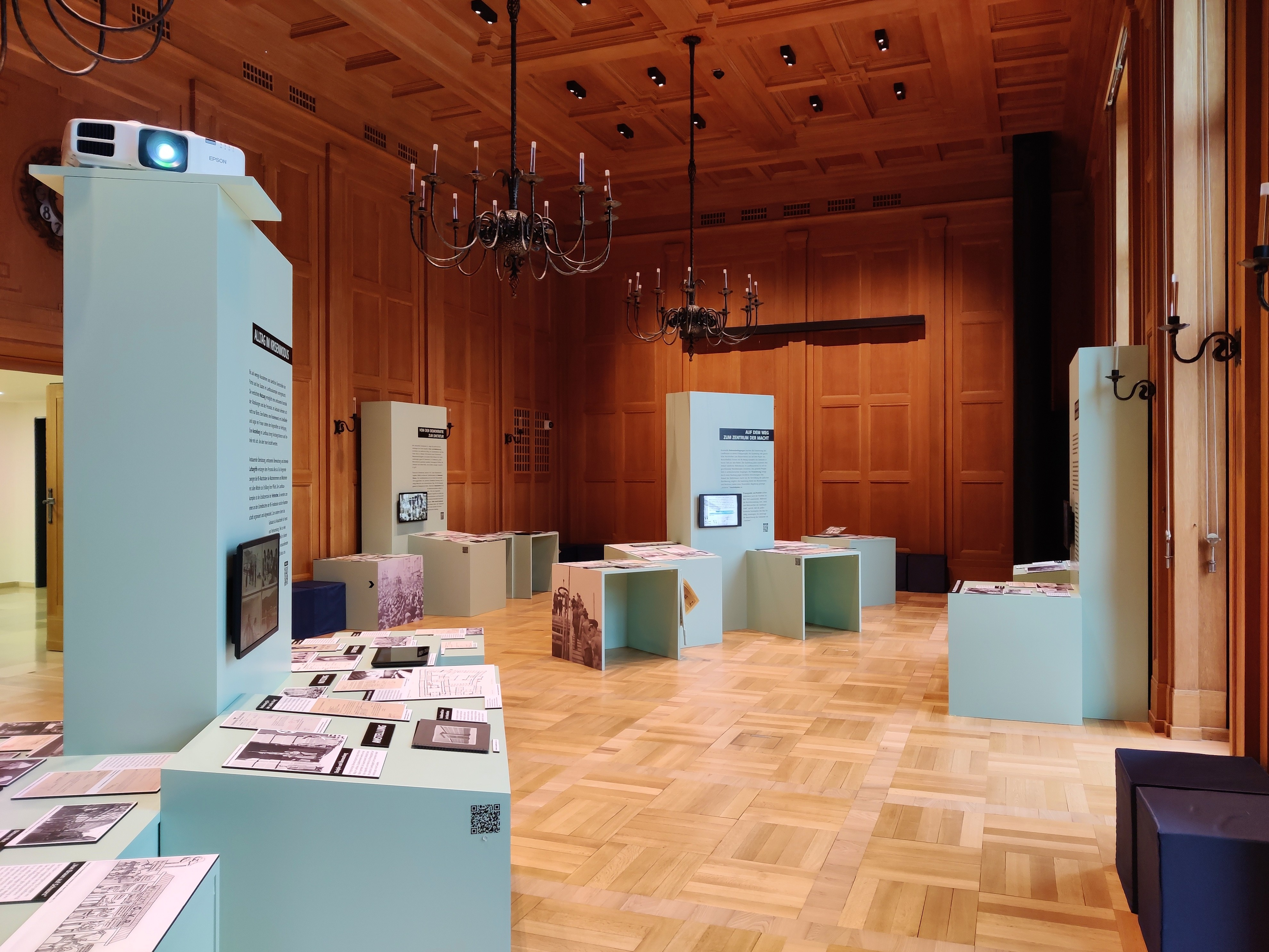
Sitzungszimmer des Landhauses im Rahmen der Ausstellung (2024)

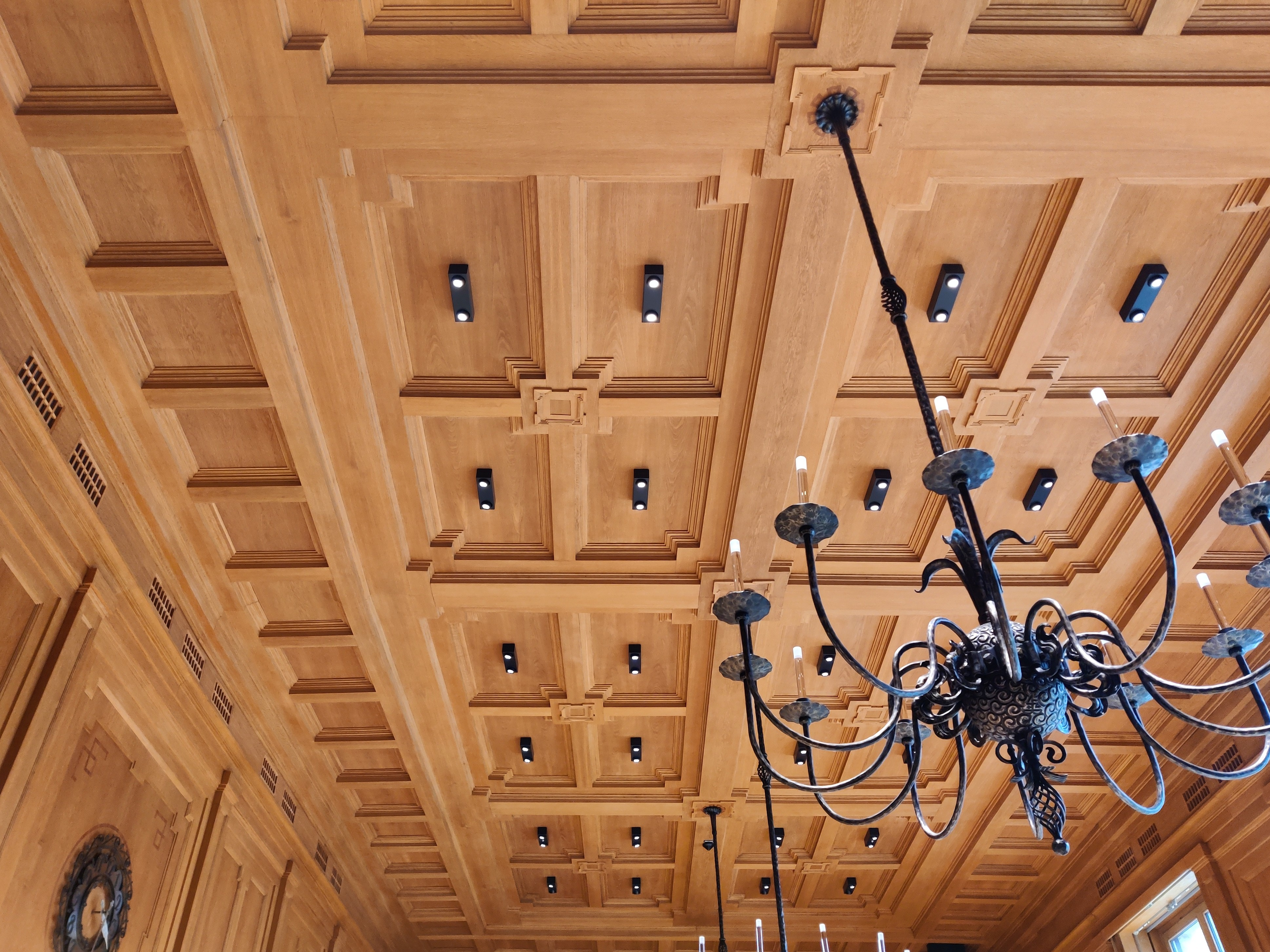
Kassettendecke und Luster des Sitzungszimmers

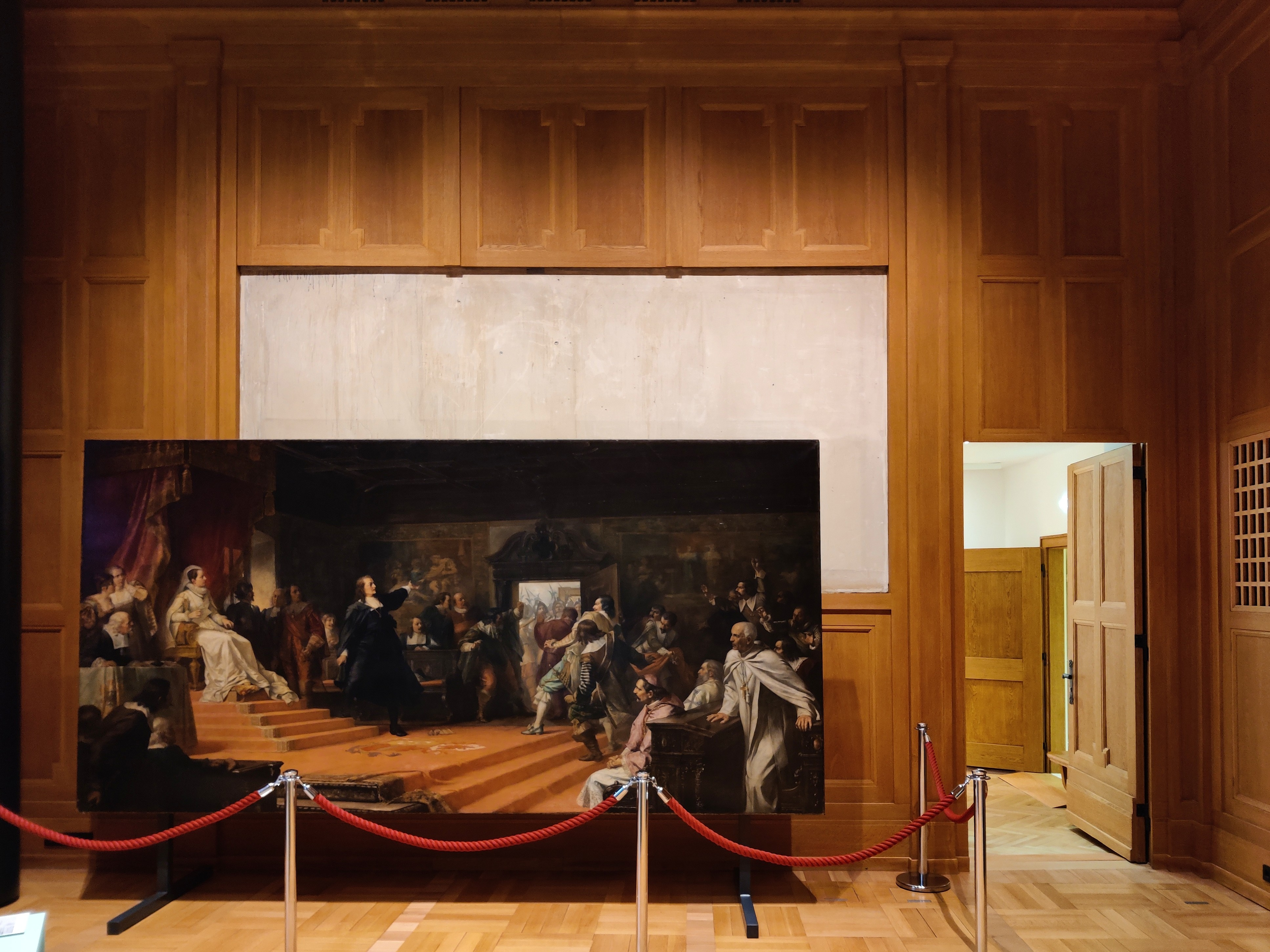
Historienbild von Karl Anrather

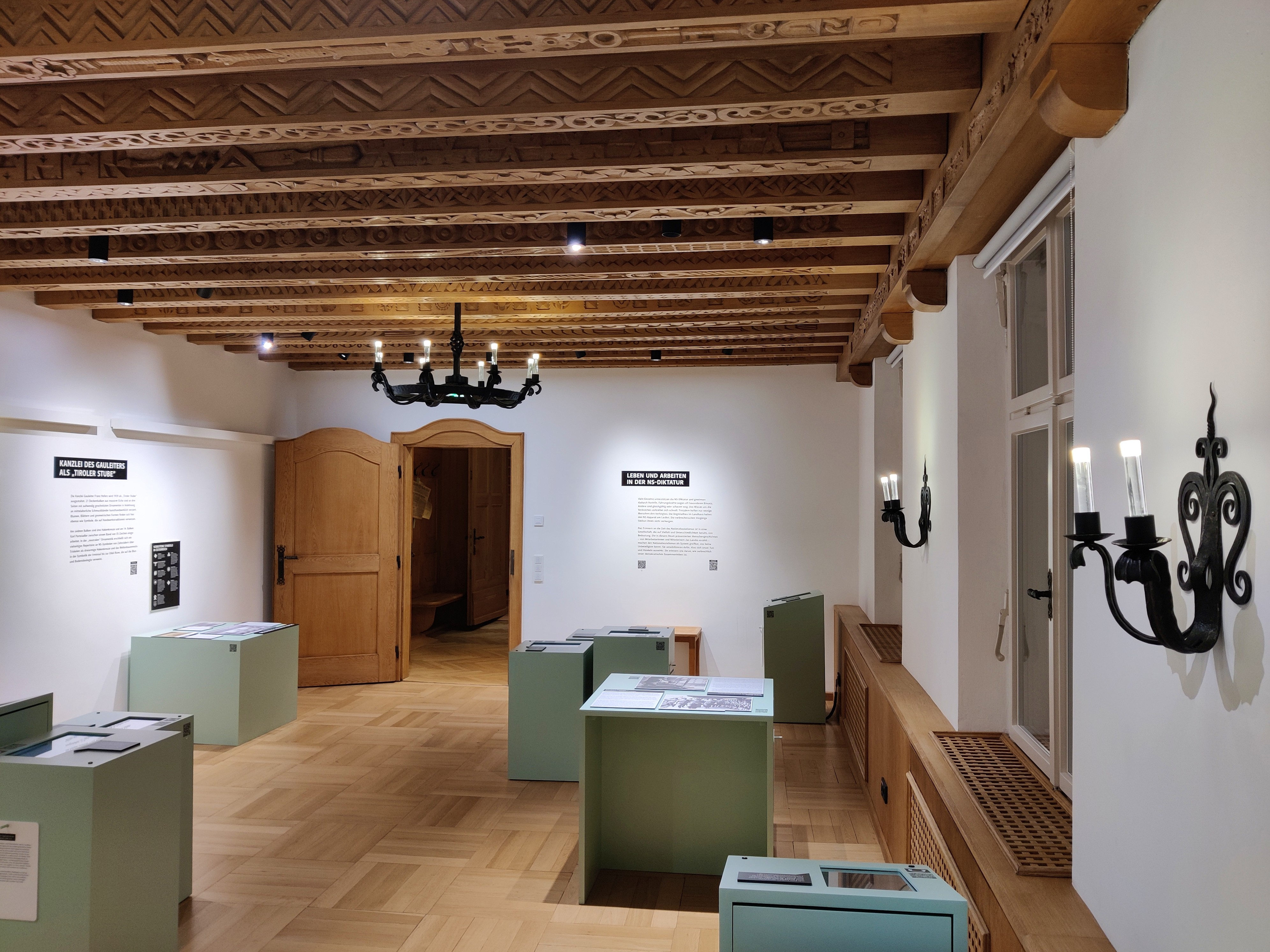
Büro des Gauleiters Franz Hofer

In den Jahren 2019 und 2020 wurde die (nationalsozialistische) Geschichte des Gebäudes zusammen mit dem Archiv für Baukunst (Universität Innsbruck), dem Bundesdenkmalamt und dem Stadtarchiv Innsbruck wissenschaftlich aufgearbeitet und als „Vom Gauhaus zum Landhaus. Ein Tiroler NS-Bau und seine Geschichte“ publiziert. Im Herbst 2023 wurden die Ergebnisse im Rahmen mehrerer Führungen sowie einer Ausstellung im historischen Sitzungszimmer des Landhauses präsentiert.
2019 wurde die belastete Geschichte des Baues zum öffentlichen Thema und in der Folge eine Erklärungstafel angebracht, deren holprige und widersprüchliche Diktion aber Kritik hervorgerufen hat. Auch ein nachfolgender Wettbewerb für künstlerische Interventionen am Bau führte 2022 wegen unklarer Entscheidungsfindung zu Protesten und wurde etwa von IG Autorinnen Autoren kritisiert. Im Februar 2023 wurde das Kunstprojekt von der Tiroler Landesregierung gestoppt.